# Denny Hall
Denny Hall là một tòa nhà trong khuôn viên chính trường Đại học Washington, ở Seattle, Washington, Hoa Kỳ. Được xây dựng từ năm 1894 đến năm 1895, tòa nhà được đặt tên theo Arthur A. Denny.

## Thiết kế
Denny Hall được thiết kế bởi Charles Saunders và được xây dựng từ năm 1894 đến năm 1895. Tòa nhà làm từ gạch và sa thạch theo phong cách thời kỳ Phục hưng của Pháp là tòa nhà cổ nhất trong khuôn viên hiện tại của Đại học Washington. Trước tòa nhà là một bãi cỏ với nhiều cây tán lớn.

## Lịch sử

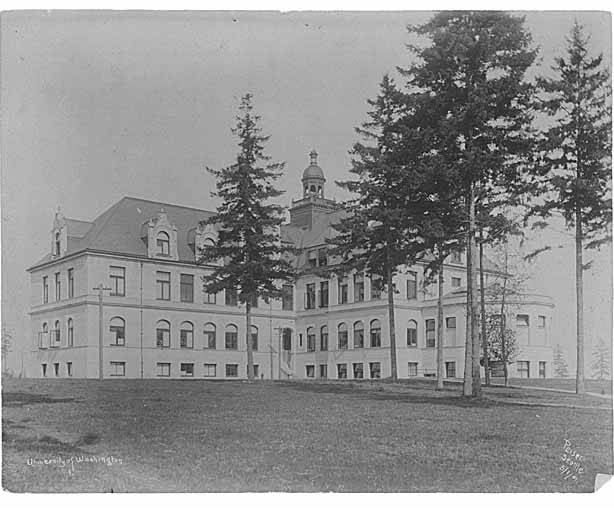
Ảnh chụp Tòa nhà hành chính năm 1901

Tòa nhà được khởi công vào một buổi lễ tháng 7 năm 1894 với sự tham dự của khoảng 1.000 người. Ban đầu được gọi là Tòa nhà Hành chính, vào năm 1910, nó được đổi tên theo Arthur A. Denny, một trong những người sáng lập Seattle và quyên góp cho trường. Tòa nhà đã trải qua hai lần cải tạo vào năm 1957 và 2008. Lần cải tạo trị giá 56 triệu đô la vào năm 2008 đã bị đình trệ bởi Đại suy thoái năm 2008, được tiếp tục vào năm 2014 và hoàn thành hai năm sau đó.